# 佐賀県立九州陶磁文化館
佐賀県立九州陶磁文化館（さがけんりつきゅうしゅうとうじぶんかかん）は、佐賀県西松浦郡有田町にある陶磁器専門の県立美術館である。
伊万里焼（有田焼）の磁器や唐津焼の陶器をはじめとした肥前の陶磁器を中心に、九州各地の陶磁器の名品を収蔵展示する。伊万里焼（有田焼）については、江戸初期から幕末までの変遷を辿ることができる学術的価値のある作品群や、金欄手を中心としたヨーロッパ輸出品を再輸入した作品群など広く収蔵している。また江戸時代までの古陶磁のみならず、九州の現代陶芸家の作品もある。

## 設立の経緯
1977年（昭和52年）に佐賀県が計画を作成、総工費17億4,510万円をかけて建設され、1980年（昭和55年）3月に竣工、同年11月1日に開館した。

## 主な収蔵品
- 染付鷺文三足大皿（国の重要文化財） - 肥前 鍋島藩窯（鍋島焼）[5]。
- 染付山水文輪花大皿（国の重要文化財） - 肥前 有田 山辺田窯（伊万里焼）[6]。
- 型紙摺唐花唐草文大皿（佐賀県重要文化財） - 肥前 武雄（唐津焼）[7]。

伊万里焼（有田焼）や唐津焼は多くの点数を収蔵する。少数のものでは、武雄古唐津焼、志田焼、白石焼（以上佐賀県）、波佐見焼、三川内焼、現川焼、長与焼（以上長崎県）、八代焼、小代焼、網田焼、高浜焼（以上熊本県）、上野焼、高取焼、柳原焼、須恵焼（以上福岡県）、小鹿田焼（大分県）、蓬莱山焼（丸山焼）（宮崎県）、薩摩焼、能野焼（以上鹿児島県）、湧田焼、壺屋焼、八重山焼（以上沖縄県）なども収蔵する。
- コレクション
  - 柴田夫妻コレクション - 江戸時代の初期から幕末までの有田磁器を体系的に集めた約1万点の作品群。その中から約1,000点が常時展示され、有田焼の形状や色彩などの作風や製作に用いた技術の変遷を辿ることができる。その学術的価値から、2006年に国の登録有形文化財（美術工芸品）に登録されている[8]。
  - 蒲原コレクション - ヨーロッパに輸出された古伊万里の品を収集し逆輸入したもの。金欄手様式が中心で、オランダ東インド会社の注文品であることを意味する「VOC」の銘が入った品もある。また、伊万里焼を模倣してヨーロッパや中国で作られた品も含まれる[9]。
  - 白雨コレクション - 肥前の陶磁器を主に、九州各地の陶磁器、萩焼、備前焼、瀬戸焼、美濃焼など日本各地の名品を集めたもの。茶道具がやや多いのも特徴。韓国や東南アジアなど東洋の品も含まれる[10]。
  - 唐津高取家寄贈品 - 炭鉱王として知られた唐津市の旧高取伊好邸（旧高取家住宅）にて、来客をもてなす宴席や茶室などで使用されていた食器や酒器、調度品、文具などの陶磁器の品。肥前の陶磁器が中心だが、日本各地の品や海外の品もある[11]。
  - 青木龍山コレクション - 有田出身の陶芸家青木龍山の作品62点を収蔵。月替わりで4-5点を展示[12]。
  - 中里逢庵コレクション - 唐津出身の陶芸家中里逢庵の作品13点を収蔵し、その中から数点を展示[13]。

ギャラリー

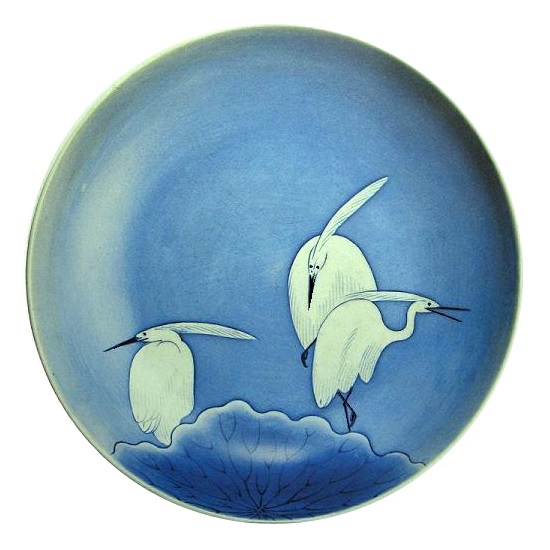
「染付鷺文三足皿」伊万里焼・鍋島藩窯・1690-1710年代 国の重要文化財
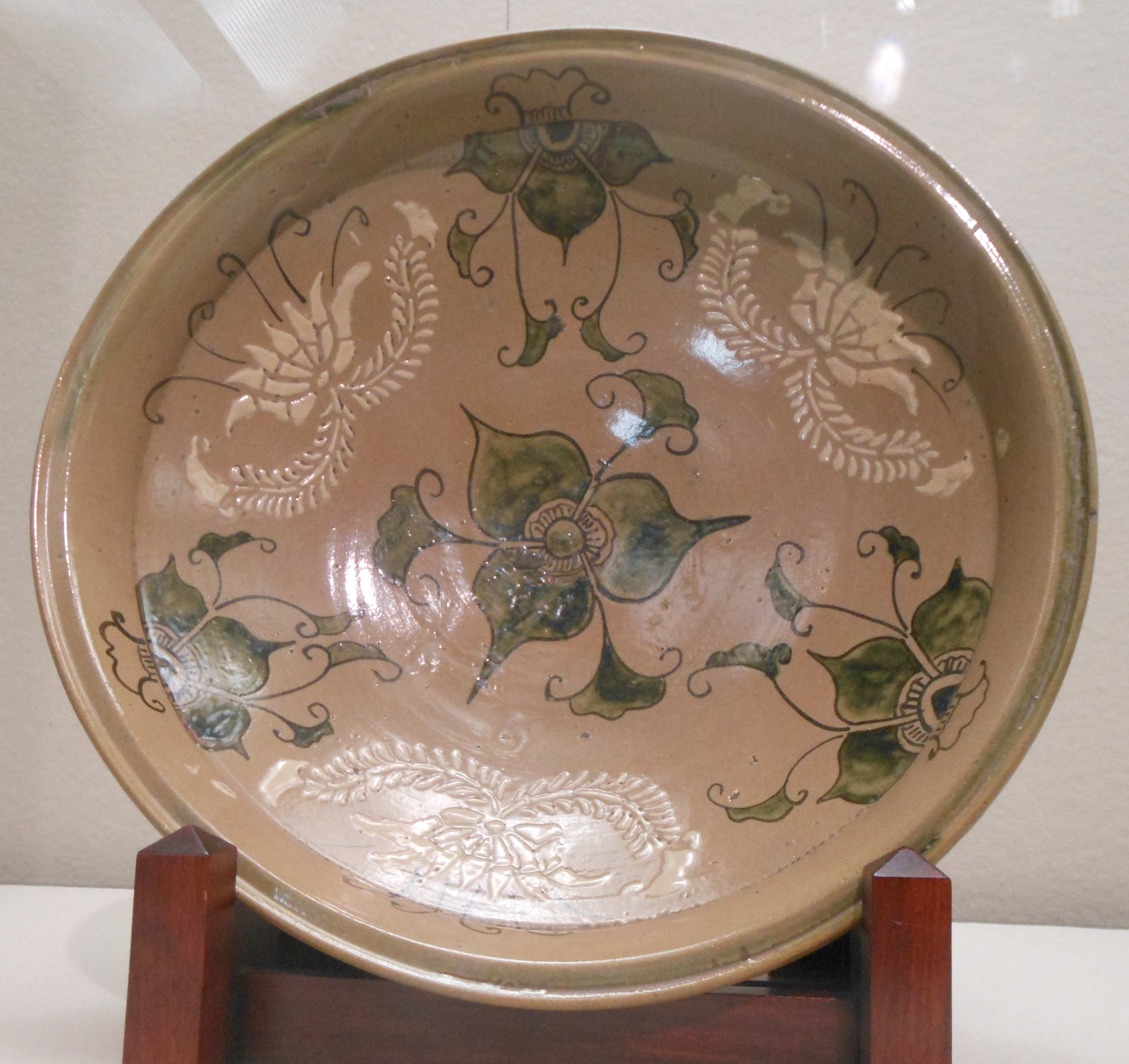
「型紙摺唐花唐草文大皿（二彩手）」唐津焼・1610-1640年 佐賀県重要文化財
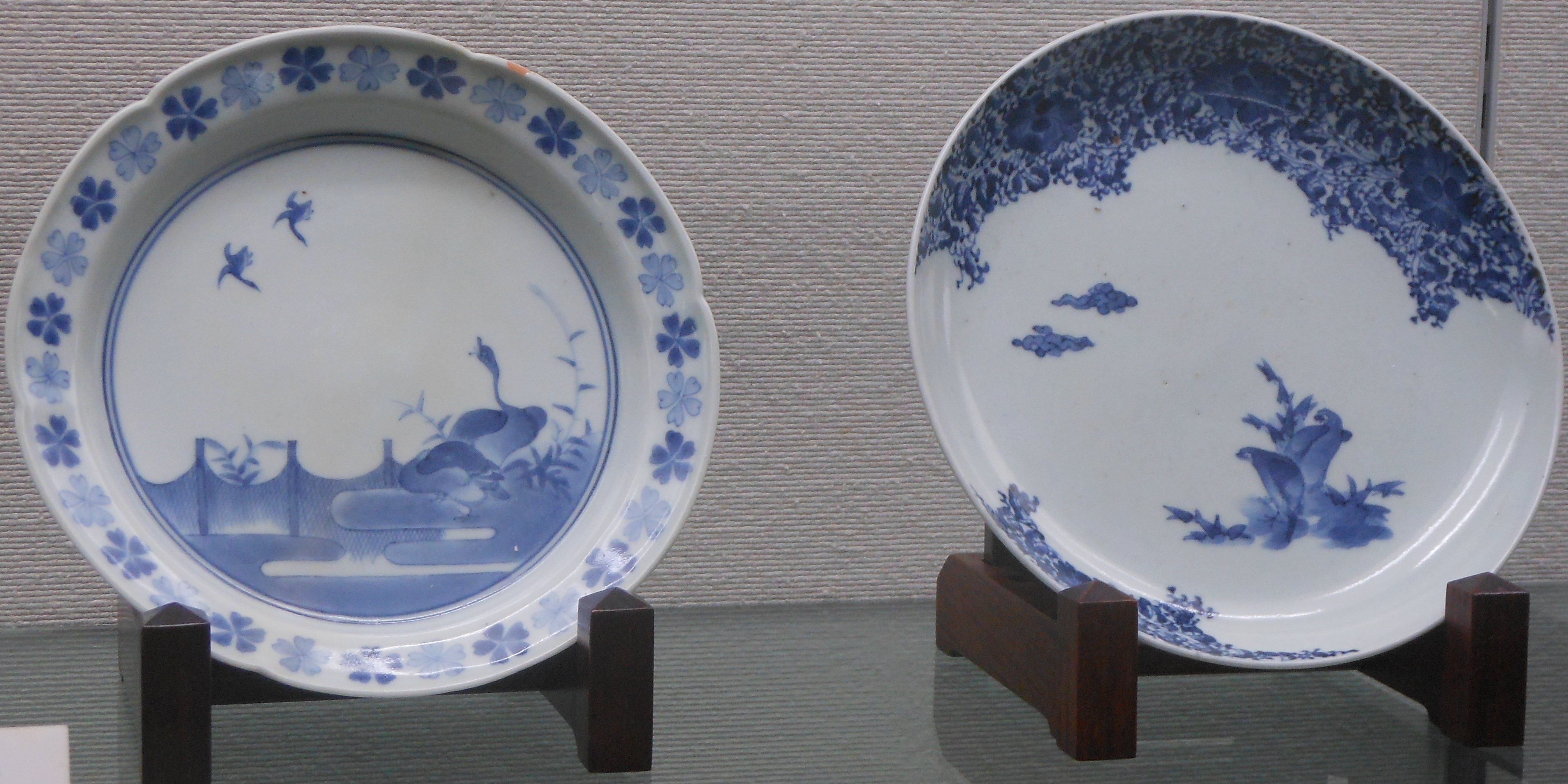
「染付 葦雁網干 桜花並文 輪花皿」/「染付 雲割双鳥 牡丹唐草文 皿」伊万里焼・1680-1700年 代
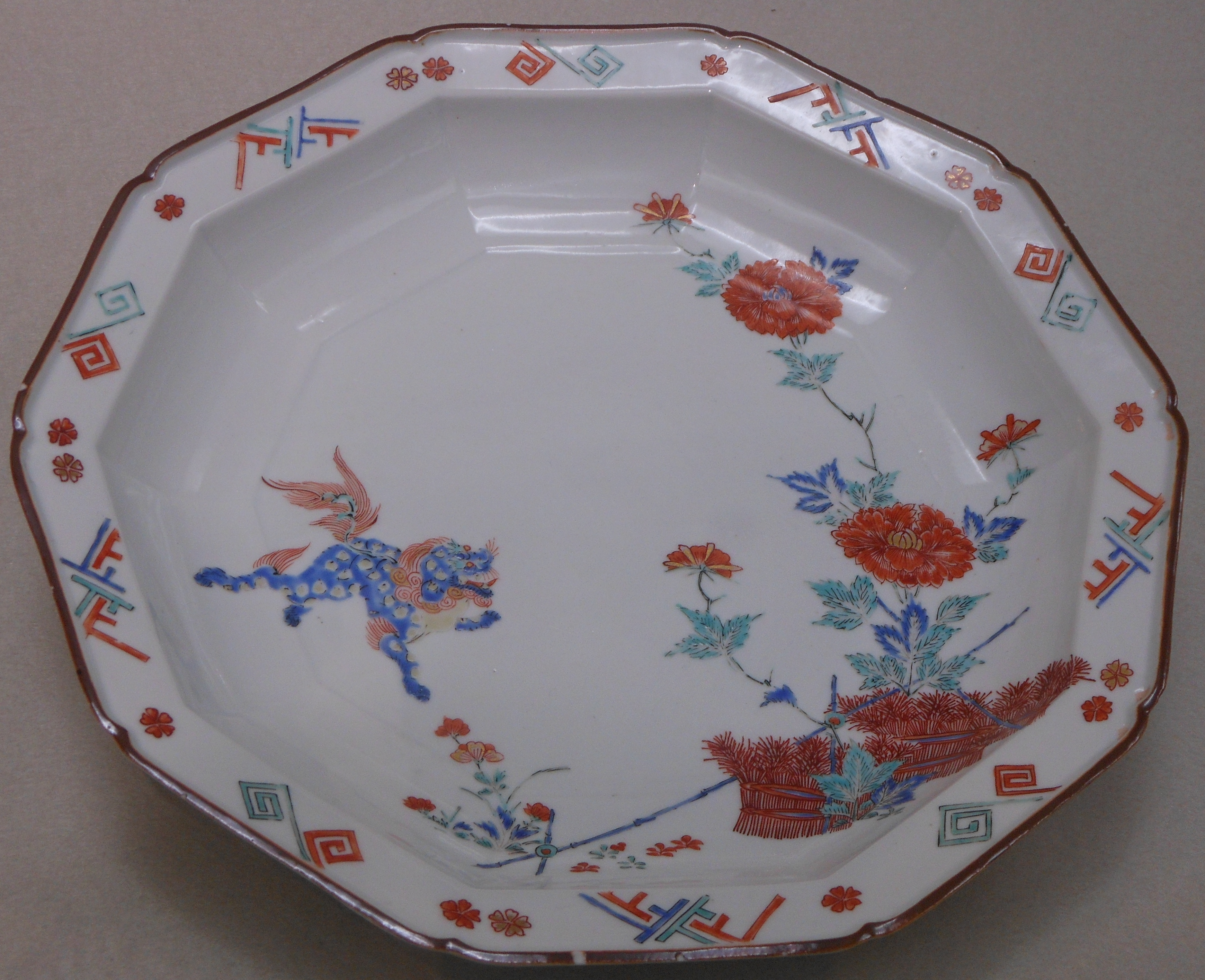
「色絵唐獅子牡丹文十角皿（柿右衛門様式）」伊万里焼・1670-1690年代 佐賀県重要文化財
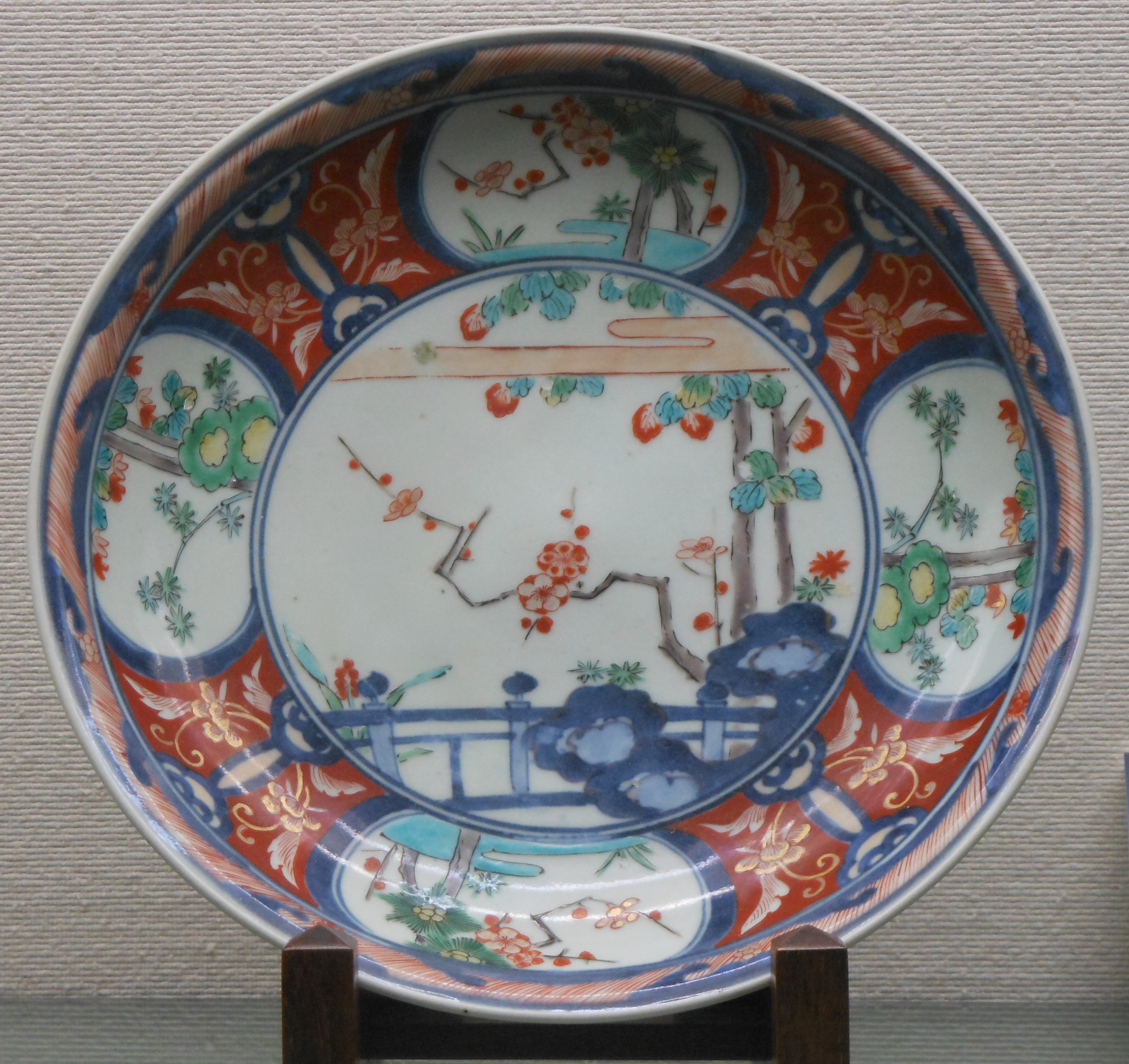
「色絵 梅欄干窓絵文 皿」伊万里焼・1700-1730年代
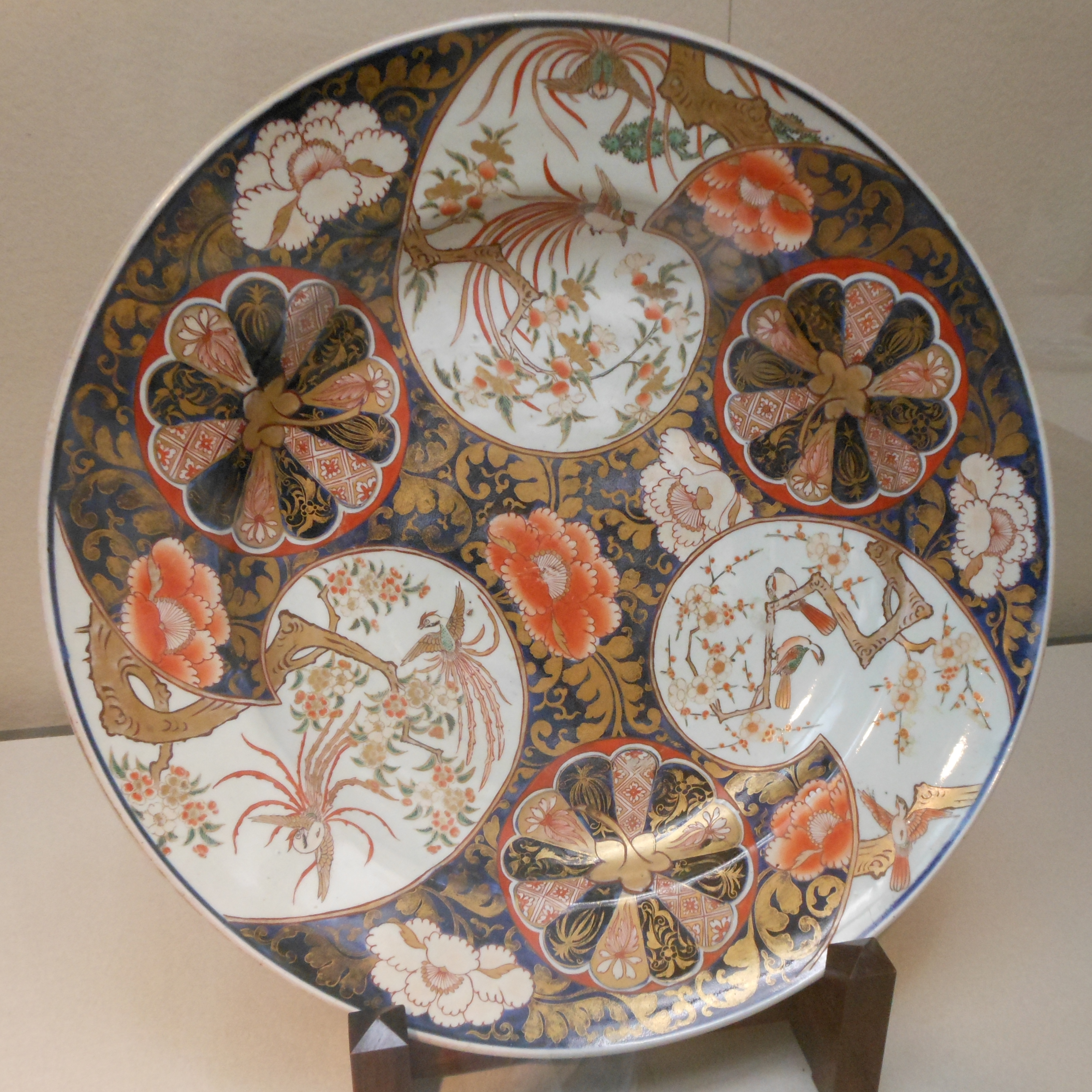
「色絵牡丹鳳凰花鳥文大皿」伊万里焼・1700-1740年代
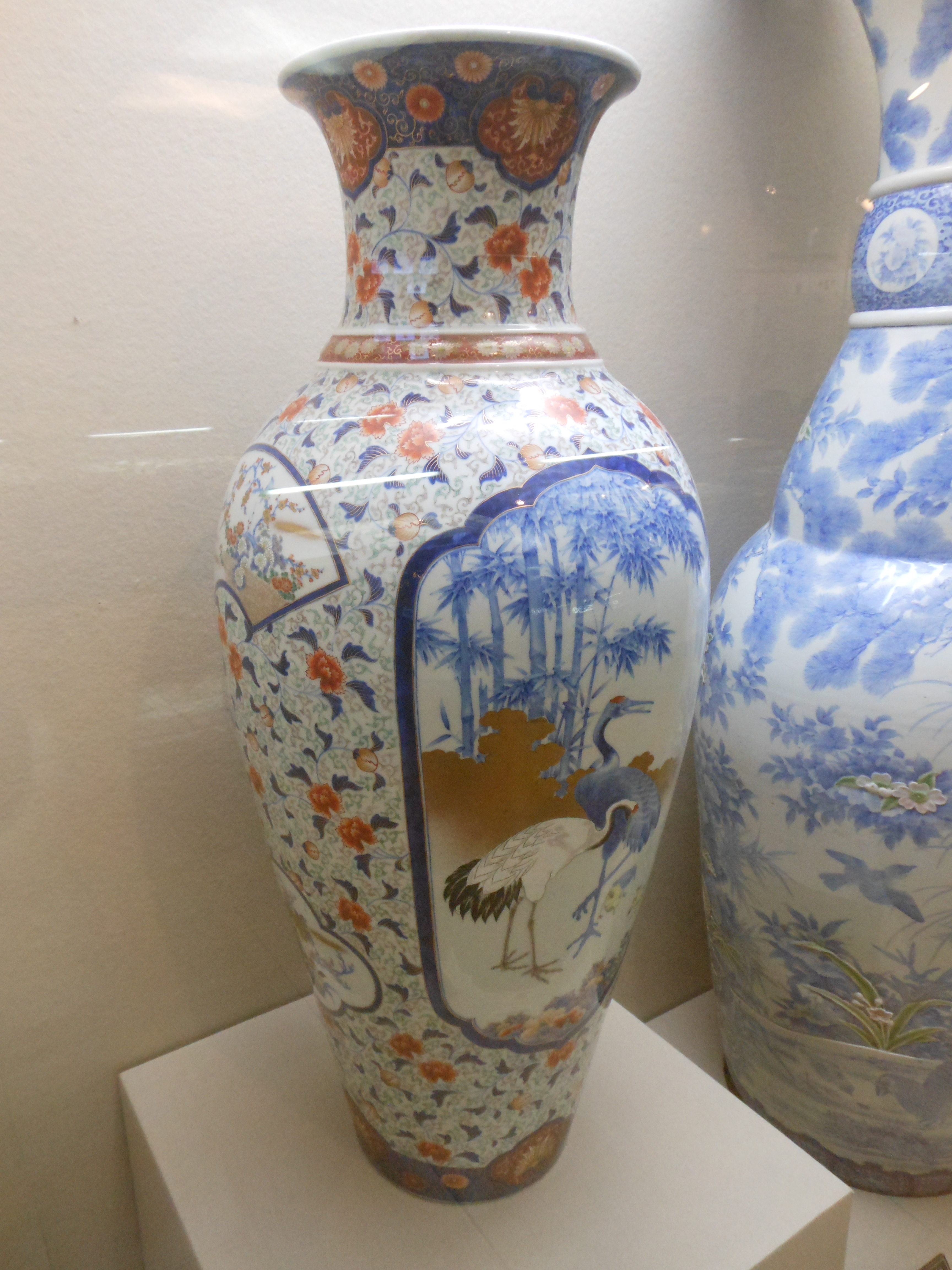
「染錦鶴松竹梅図大花瓶」有田焼・香蘭社製・明治後期

## 特色

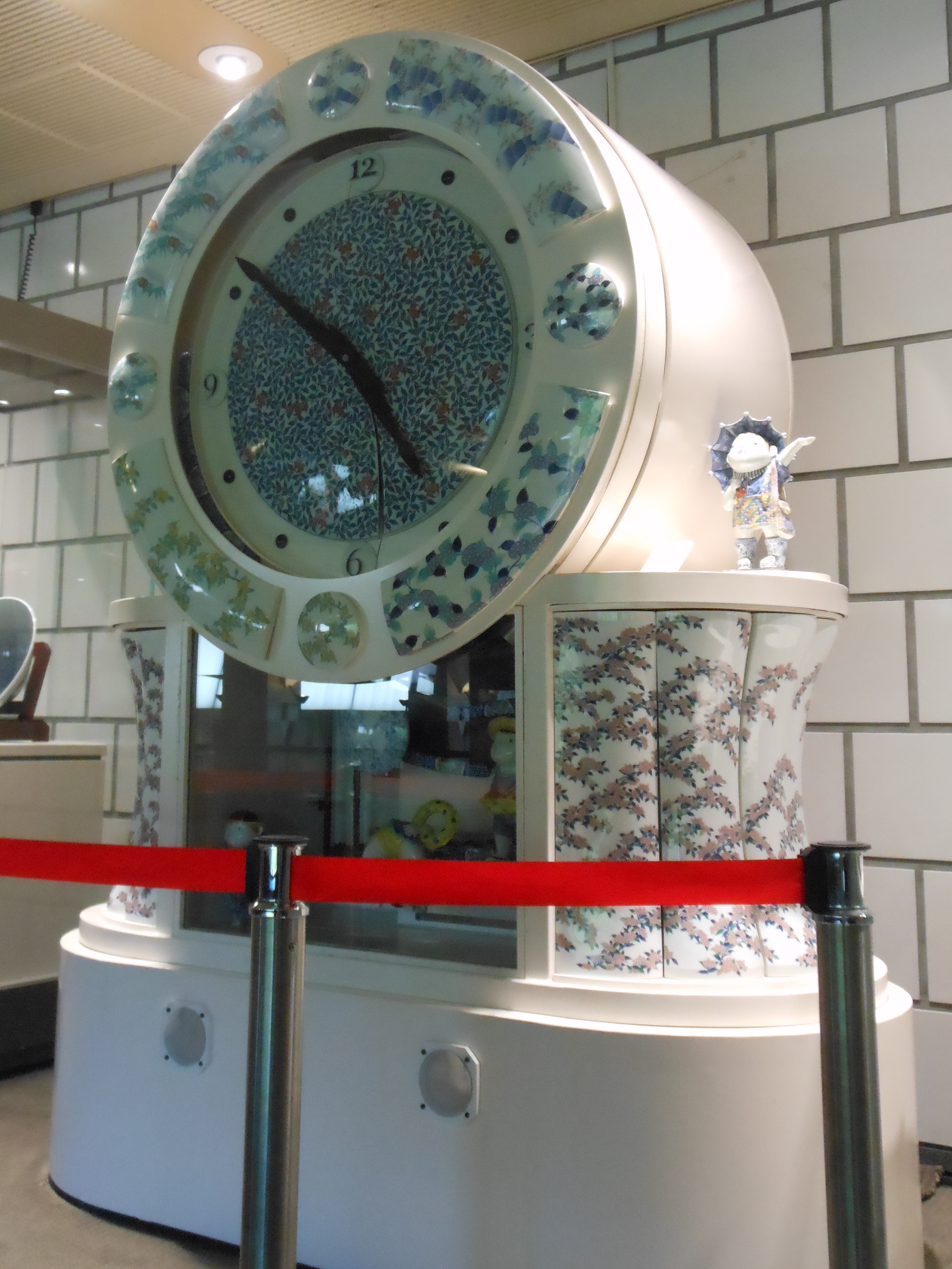
有田焼からくりオルゴール時計

館内展示ホールには有田焼の9つの窯元と佐賀県などが共同で製作した「有田焼からくりオルゴール時計」があり、30分毎に鳴動する。
また、館外にはドイツ・マイセンの磁器製鐘楼25個と日本製奏鳴装置からなる日独合作のグロッケンシュピール（カリヨン）がある。午前9時から午後5時までの1日9回毎正時、日本やドイツで親しまれる曲が演奏され、周辺の町内でも聴くことができる。
さらに館外には、マイセン市から有田町へ1987年に寄贈された鳥を象った白磁製の噴水「白磁冠火食鳥噴水」がある。
館内3階にはカフェがあり、昼食や飲食しながらの休憩ができる。
なお、館内の施設には有田焼素材や伝統的様式のデザインが所々に用いられており、ガラス戸の押板、手洗い用流し台、ごみ箱、トイレットペーパーホルダー、スイッチやコンセントのカバーなどに見ることができる。

## 基礎データ

### 所在地
佐賀県西松浦郡有田町戸杓乙3100-1

### 交通
- JR佐世保線有田駅より徒歩12分・タクシーで4分[19]。
- 西九州自動車道波佐見有田インターチェンジより自動車で10分[19]
- 長崎自動車道武雄北方インターチェンジより自動車で30分[19]

計310台（うちバス10台、身障者用3台）収容の駐車場がある。

### 建物
建物は1980年3月に竣工した。内田祥哉とアルセッド建築研究所による設計、住友建設と松尾建設による施工。1981年には日本建設業連合会のBCS賞を受賞（内田祥哉）、また翌1982年には日本建築学会賞（作品）を受賞（内田祥哉、三井所清典）した。また、1998年には当時の建設省が選定する公共建築百選に選ばれている。
建物の雨樋は管を用いず上部を開放して壁を伝う珍しい形式になっている。これは内田の指導を受けた隈研吾に影響を与え、同氏の「石の美術館」（栃木県那須町）や無印良品の商品化住宅「窓の家」などに用いられる開放型の雨樋の原点になったという。